# Panguru
Panguru is een plaats in Nieuw-Zeeland, in het district Far North in de regio Northland op het Noordereiland. Door de plaats stroomt de Whakarapa.
Panguru is van oudsher een katholieke nederzetting.

## Onderwijs
In Panguru staat de "Te Kura Taumata o Panguru". Deze school was toen zij werd geopend in 1964 de kleinste middelbare school van Nieuw-Zeeland.

## Bekende inwoners
- Whina Cooper, lid van de Orde van Nieuw-Zeeland, woonde in Panguru van 1983 tot haar dood in 1994
- Adam Blair, rugbyspeler